# Casa memorială „Alexei Mateevici” din Zaim
Casa memorială „Alexei Mateevici” este un muzeu memorial înființat data de 26 martie 1988, în casa în care a trăit poetul Alexei Mateevici (1888-1917) în satul Căinări, raionul Căușeni, Republica Moldova. Este un monument de arhitectură de importanță națională.
Născut în anul 1888 la Căinari, poetul a locuit aici între anii 1893 și 1897, când a fost înscris de părinți la Seminarul Teologic din Chișinău. Clădirea în care se află muzeul a fost construită de tatăl poetului, preotul Mihail Mateevici.
În anul 1990, în curtea muzeului a fost ridicat monumentul poetului. 
Muzeul are în componența sa trei săli:
- sala cu bust,
- sala „Eu cânt”,
- sala „Limba noastră”

Pe lângă aceste săli există trei camere memoriale:
- camera părinților,
- camera copiilor,
- biblioteca familiei Mateevici